# Marie-Odile Fargier
Marie-Odile Fargier est une journaliste française née en 1944.
Elle a co-fondé l'Association des femmes journalistes.
Elle a publié Le Viol en 1976.
Elle est diplômée du Centre de formation des journalistes en 1968.
Elle rejoint le journal Combat en 1972 puis Le Matin de Paris en 1977.
Elle a été rédactrice en chef adjointe de Science et Vie junior.